# سد عاصم
سد عاصم هو سد خرساني  في المملكة العربية السعودية افتتح في عام 1984 ويقع في محافظة أبها التابعة لمنطقة عسير. الغرض الرئيسي من السد هو استعاضة(م.1) الآبار الجوفية في المنطقة.

## الموقع
يقع سد عاصم في أعالي وادي قرى آل عاصم بالقرب من قرية المصنعة والتي تبعد شمالًا بخمسة كيلومترات عن مدينة أبها.

## الخصائص
سد عاصم من النوع الخراساني، أنشئ من أجل استعاضة مياه الآبار الجوفية وتوفير مياه الشرب لسكان المنطقة والاستفادة من موارد المياه في وادي قرى آل عاصم. وقد بلغ طول السد 70 مترًا وارتفاعه 18 مترًا وبسعة تخزينية تفوق 60 ألف متر مكعب دون مفيض جانبي
يبلغ طول المجرى المائي للوادي 2.37 كيلو متر.

## الهوامش
م.1. الاستعاضة: ھي عودة مستويات المياه في الآبار بعد انتھاء الضخ إلى مستواھا الأصلي قبل بداية الضخ.

## وصلات خارجية
- خريطة طبوغرافية أبها NE38-NW